# Phallusia suensonii
Phallusia suensonii är en sjöpungsart som beskrevs av Traustedt 1885. Phallusia suensonii ingår i släktet Phallusia och familjen Ascidiidae. Inga underarter finns listade i Catalogue of Life.